# Достык (Жетысайский район)
Достык (каз. Достық) — село в Жетысайском районе Туркестанской области Казахстана. Входит в состав сельского округа Шаблана Дильдабекова. Код КАТО — 514449300.

## Население
В 1999 году население села составляло 836 человек (413 мужчин и 423 женщины). По данным переписи 2009 года, в селе проживало 916 человек (469 мужчин и 447 женщин).